# Голубые ворота

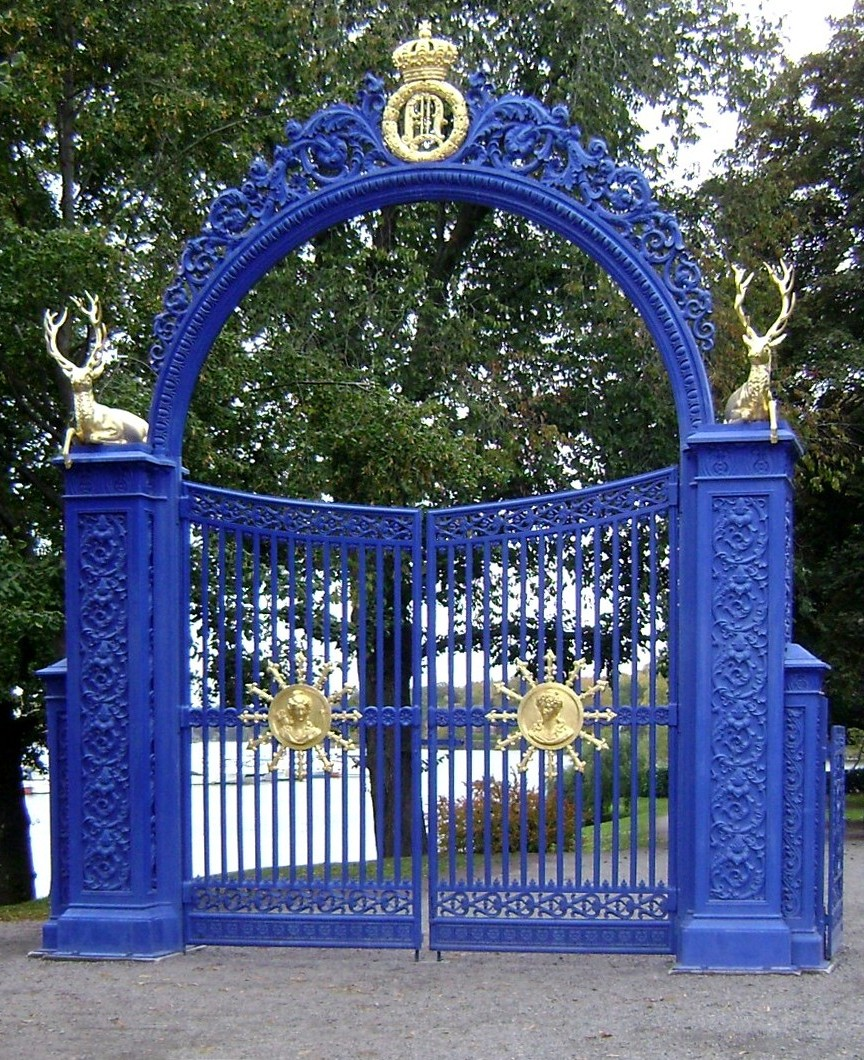
Голубые ворота в Стокгольме

Голубые ворота (швед. Blå porten), они же Юргордспортен (швед. Djurgårdsporten) или Беседковые ворота (швед. Lusthusporten) — единственные сохранившиеся ворота района Юргорден в Стокгольме, у моста Юргордсброн. Ворота были выплавлены из чугуна по заказу короля Оскара I (чья монограмма венчает их), и украшены по бокам скульптурами двух оленей; проект был разработан архитектором Юханом Адольфом Хаверманом (1812—1885). 
Они были установлены в 1849 году в 100 метрах к югу от нынешнего местонахождения.
В настоящее время «Голубые ворота» окрашены в синий цвет, монограмма и скульптуры покрыты сусальным золотом. Эти чугунные ворота заменили одноименные старые деревянные. 
Их также называли «Беседковыми воротами» из-за находившейся рядом беседки, из которого в XVII веке зрители наблюдали за травлей между львами и быками[прояснить]. 
В свою очередь ворота, дали название соседней старой таверне XVII века «Блапортен» или «Лустуспортен», которая сгорела в 1869 году. На месте сгоревшей таверны в 1873 году была построена вилла Лустуспортен, которая после реставрации 1898 года стала называться виллой Висандера, по имени владельца Ялмара Висандера.
За время своего существования чугунные «Голубые ворота» трижды переносились. В 1882 году их перенесли на побережье залива Юргардсбрунсвикен, на место, где теперь находится Нобельпаркен. Здесь они дали название двум виллам: «Большой вилле у Голубых ворот» и «Малой вилле у Голубых ворот». 
В 1916 году ворота перенесли в парк Фрескати к полю для экспериментов Шведской Королевской академии сельского и лесного хозяйства. На нынешнее место ворота были перенесены в 1967—68 году по предложению короля Густава VI Адольфа.
Малая вилла у Голубых ворот находится на прежнем месте у концертного зала Бервальдхоллен, напротив Нобельпаркена. Вилла Лустуспортен также сохранилась и находится на улице Юргардсваген, на прежнем местонахождении ворот. На этой же улице, в здании галереи Лильевалкс, с 1916 года открыт и действует известный в Стокгольме ресторан «Голубые ворота».